# Кацель, Мирослав Матвеевич
Мирослав Матвеевич Кацель (23 января 1930, Владивосток — 15 апреля 2000, Хабаровск) — советский и российский театральный актёр и режиссёр, народный артист РСФСР (1991).

## Биография
Мирослав Кацель родился 23 января 1930 года во Владивостоке. Его отец был врачом. В 1938 году отец был арестован и 10 апреля того же года расстрелян (реабилитирован 22 апреля 1968 года). Вскоре арестовали и его мать, а Кацеля поместили в специальный лагерь для детей «врагов народа». Бабушка выкупила маленького Мирослава у надзирателей и, когда выпустили мать, им втроём удалось бежать в Иркутск. В Иркутске мать встретила инженера-геолога, москвича, который впоследствии стал отчимом. Семья переехала в Москву, где Кацель окончил школу.
После школы проучился около двух лет в Московском цирковом училище на гимнаста на перекладине, но вынужден был уйти из-за слабых связок рук. Театром интересовался со школы, где участвовал в театральном кружке. Какое-то время, бросив школу, работал рабочим сцены во МХАТе. Чтобы поступить в театральный институт вернулся в школу и окончил десятилетку.
Поступил в Высшее театральное училище имени М. С. Щепкина, которое окончил в 1952 году и поехал в театр Комсомольска-на-Амуре, где играл до 1961 года.
В 1961 году вошёл в труппу Хабаровского краевого театра драмы, где почти 40 лет работал, с небольшим перерывом, почти до конца жизни. Работал на краевом радио чтецом.
В начале 1970-х закончил в Высшие режиссёрские курсы при ГИТИСе в Москве, вернулся в свой театр, затем два года был главным режиссёром Хабаровского ТЮЗа. Затем вновь вернулся в свой Хабаровского краевого театра драмы, в котором через некоторое время стал художественным руководителем. Сыграл в театре около 150 ролей, поставил 23 спектакля.
Умер 15 апреля 2000 года в Хабаровске. На его могиле на хабаровском Центральном кладбище написано «Я молчу — значит я умер».

## Награды и премии
- Заслуженный артист РСФСР (20.10.1981)[2].
- Народный артист РСФСР (22.04.1991)[3]

## Работы в театре

### Актёр
- «Укрощение строптивой» Шекспир
- «Игра в джин» Д. Л. Кобурн
- 1963 — «Дурочка» Лопе де Вега
- «Утешитель вдов» Д. Маротт и Б. Рандоне
- «Мораль пани Дульской» Г. Запольская — Дульский
- «Мамаша Кураж» Б. Брехт — Швейцаркас
- «Семья Плахова» В. Шаврин — Артур Калитин
- «Физики и лирики»
- «Я, бедный Сосо Джугашвили, или Чёрный человек» — Сталин
- «Светлая пристань» В. Шаврин (реж. Лидия Славуцкая) — Карандин
- «Валенсианские безумцы»

### Режиссёр-постановщик
- «Карлсон снова прилетел» (Хабаровский ТЮЗ)
- «Касатка»
- «Валенсианские безумцы»
- «Игра в джин»
- «Доходное место»
- «В этом милом старом доме» А. Арбузова
- «Утешитель вдов» Д. Маротт и Б. Рандоне

## Память
- На здании Хабаровского краевого театра драмы и комедии (ул. Дзержинского, 44[4]) установлен барельеф с портретом Мирослава Кацеля (скульптор — Максим Ананенко, 2007).